# Nilo Cabasila
Nilo Cabasila (in greco Nεῖλος ὁ Kαβάσιλας?; Tessalonica, ... – Costantinopoli, 1363) è stato un teologo e arcivescovo ortodosso bizantino.

## Biografia
Sappiamo molto poco della biografia di Nilo Cabasila. È stato a lungo confuso con suo nipote Nicola Cabasila (1322-1391), probabilmente perché anche il suo nome di battesimo era Nicola (in greco: Νικόλαος), mentre Nilo (in greco: Nεῖλος) sarebbe il nome adottato dopo aver ricevuto gli ordini sacri.
Fu maestro di suo nipote Nicola e dell'umanista Demetrio Cidone il quale, nell'Apologia III, lo ricorda come «un entusiasta appassionato dei libri di Tommaso». Egli fu il primo fra i greci con una piena conoscenza della teologia latina a scrivere in favore del palamismo e contro il Filioque. Divenne arcivescovo di Tessalonica succedendo a Gregorio Palama (morto nel 1361 circa).

## Opere
La sua opera più importante è il trattato Contro i Latini sulla processione dello Spirito Santo (Περὶ τῆς τοῦ Άγίου Πνεύματος ἐκπορεύσεως κατὰ Λατίνων) in cinque libri, che divenne un punto fermo per la posizione della chiesa greca in questa controversia. Alcuni suoi lavori (Notitia ex Allatii Diatriba de Nilis, De Dissidio Ecclesiarum, De primatu Papae, Confutatio Nili, Nili Encomium Gregorii Palamae) sono contenuti nel volume 149 della Patrologia Graeca, col. 683-877. 